# Brown Heart Skull Sampler
Brown Heart Skull Sampler är en EP av Post-hardcoregruppen Alexisonfire.

## Låtlista
1. "Sharks and Danger" (Demoversion)
2. "Get Fighted (Demoversion)
3. "Enhanced EPK"